# ثابت الآلة

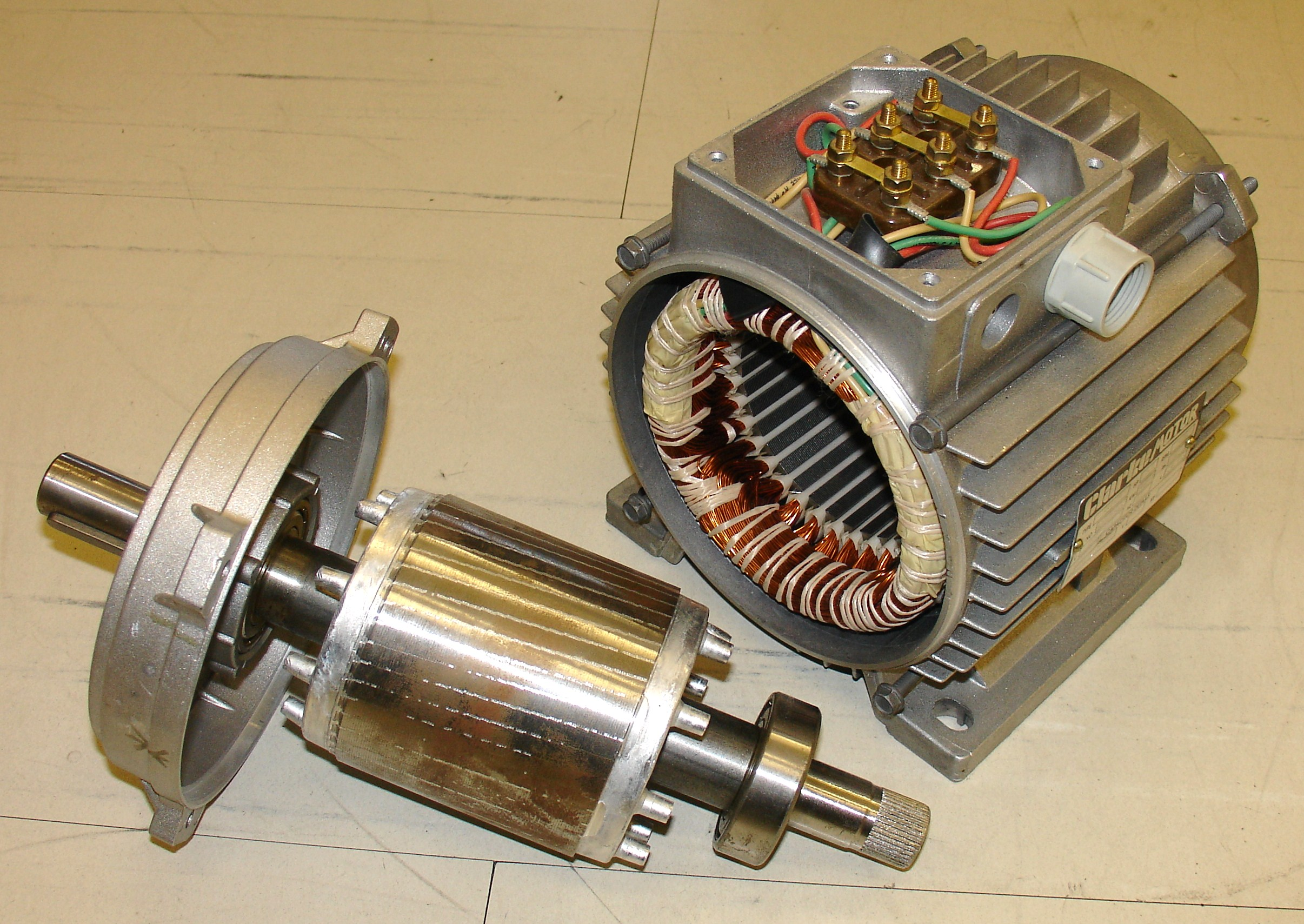
محرك كهربائي في مرحلة صيانة. يسمى الجزء الخارجي الهيكل ويثبت بداخله العضو الثابت بينما يسمى الجزء الحر بالعضو الدوار ويحمل هو الغطائين الجانبيين بين حلقات حرة الحركة.

العضو الساكن أو الساكن أو ثابت الآلة (بالإنجليزية: Stator)‏ مصطلح يطلق على أحد مكونات المولد الكهربائي أو المحرك الكهربائي.
يتألف ثابت الآلة من صفائح معزولة عن بعضها (بهدف تقليل الخسائر في التيارات) حديدية مسبوكة بمواد فيرو مغناطيسية أو سيلكون أو من قلب حديدي وتلف حولها ملفات ويثبت هذا العضو على إطار خارجي يسمى الهيكل .